# Ambassade de Russie en Tanzanie
L'Ambassade de Russie en Tanzanie est la représentation diplomatique de la Russie sur le territoire tanzanien.